# Christophe Marguet
 (juin 2020).
Si vous disposez d'ouvrages ou d'articles de référence ou si vous connaissez des sites web de qualité traitant du thème abordé ici, merci de compléter l'article en donnant les références utiles à sa vérifiabilité et en les liant à la section « Notes et références ».
Pour les articles homonymes, voir Marguet.
Christophe Marguet, né le 14 mai 1965 à Paris, est un batteur et compositeur de jazz français.

## Biographie
Né en 1965, il étudie avec Jacques Bonnardel, Michel Sardaby, Keith Copeland, vit de la musique dès l’âge de 20 ans et suit des stages avec notamment Kenny Barron, David Liebman, Richie Beirach et John Abercrombie.
Il a par la suite joué avec de nombreux musiciens dont entre autres Barney Wilen, Alain Jean-Marie, Vincent Herring, Bud Shank, René  Urtreger, Turk Mauro, Buddy de Franco, Ted Nash, Ted Curson, Don Sickler, Louis Smith, Wild « Bill »Davis Jr, Stephane Grappelli, Didier Levallet, Enrico Rava, François Corneloup, Richard Galliano, François Jeanneau, Paolo Fresu, Glenn Ferris, Marc Ducret, Joachim Kühn, Gian Luigi Trovesi, Louis Sclavis, Claude Barthélémy, Yves Robert, Christof Lauer, Michel Portal, Dominique Pifarély, Ricardo Del Fra, Mat Maneri, Herb Robertson, Boyan Z, Barry Guy, Paul Rogers, Kenny Wheeler, François Couturier, Larry Schneider, Joëlle Léandre, Anouar Brahem, Evan Parker, Roswell Rudd, Heinz Sauer, Jean-Charles Richard, John Tchicai, Ndr Big band (Hambourg), John Scofield, Joe Lovano….
En 1993, il fonde son propre trio avec Sébastien Texier et Olivier Sens.
Il s’est produit dans la plupart des grands festivals de Jazz en France et en Europe et a joué dans de nombreux pays étrangers en Asie, Amériques et Afrique.
Il a participé à l’enregistrement de musique de films pour Bertrand Tavernier : Ça commence aujourd'hui, musique de Louis Sclavis et “Holy Lola”, musique d'Henri Texier.
Au cours de sa carrière il reçoit plusieurs récompenses dont le 1er Prix d’orchestre et 1er Prix de composition en 1995 avec son trio “Résistance Poétique” (Sébastien Texier et Olivier Sens) au concours de Jazz de La Défense en 1995.
Il reçoit aussi le “Django d'or” (Révélation Espoir Français) et le “Talents Jazz” (prix décerné par l’Adami) en 1998 pour son premier disque en trio “Résistance Poétique”.
En 2004, il reçoit le grade de chevalier dans l’ordre des Arts et des Lettres et plus récemment plusieurs prix “Choc de l'année” (2008, 2012 et 2013) pour ses disques “Itrane”, “Pulsion” et “Looking for Parker”.

## Discographie sélective

### Leader
- Résistance Poétique Trio (1997)
  - Sébastien Texier : Saxophone alto, Clarinettes
  - Olivier Sens : Contrebasse

- Les Correspondances Quartet (2000)
  - Bertrand Denzler : Saxophone ténor
  - Sébastien Texier : Saxophone alto, Clarinettes
  - Olivier Sens : Contrebasse

- Reflections Sextet (2003) 
  - Daunik Lazro : Saxophone alto
  - Alain Vankenhove : Trompette, Bugle
  - Michel Massot : Tuba
  - Philippe Deschepper : Guitare électrique
  - Olivier Benoit : Guitare électrique

- Ecarlate (2007)
  - Sébastien Texier : Saxophone alto, Clarinettes
  - Olivier Benoit : Guitare électrique
  - Bruno Chevillon : Contrebasse

- Itrane Quartet Résistance Poétique (2008)
  - Sébastien Texier : Saxophone alto, Clarinettes
  - Bruno Angelini : Piano
  - Mauro Gargano : Contrebasse

- Buscando La Luz Quartet Résistance Poétique (2010)
  - Sébastien Texier : Saxophone alto, Clarinettes
  - Bruno Angelini : Piano
  - Mauro Gargano : Contrebasse

- Pulsion - Quintet Résistance Poétique (2012)
  - Jean-Charles Richard : Saxophones soprano et baryton
  - Sébastien Texier : Saxophone alto, Clarinettes
  - Bruno Angelini : Piano
  - Mauro Gargano : Contrebasse

- Constellation - Sextet (2013)
  - Régis Huby : Violons électriques
  - Cuong Vu : Trompette
  - Chris Cheek : Saxophone ténor
  - Benjamin Moussay : Piano, Fender Rhodes
  - Steve Swallow : Basse électrique

- Happy Hours, (2020), Yoann Loustalot, Julien Touéry, Hélène Labarrière, chez Mélodie En Soul Sol[1]

### Co-leader
- Autour de Pessoa (2009)
  - Frédéric Pierrot : Lecture

- Émotions Homogènes (2009)
  - Christophe Monniot : Saxophones alto, baryton et sopranino
  - Joachim Kühn : Piano
  - Sébastien Boisseau : Contrebasse

- Looking for Parker (2013)
  - Géraldine Laurent : Saxophone alto
  - Manu Codjia : Guitare électrique

### Collaborations
Il collabore aussi sur de nombreux disques de compositeurs, dont entre autres:
- Henri Texier
- Hélène Labarrière
- Yves Rousseau
- Eric Watson
- Louis Sclavis